# 김대중 (1961년)
김대중(金大中, 1961년 8월 13일~ )은 대한민국의 정치인, 교사 출신 노동운동가이다. 목포시의원을 지냈으며 현 전라남도교육감이다.

## 생애
1961년 8월 13일 출생하였으며, 자신은 이는 음력 생일이라 주장한다(양력 1961년 9월 22일).
목포정명여자고등학교에서 교직 생활을 시작했으나 전교조 활동으로 퇴직했다. 김영삼 정부 때 전교조 탈퇴를 조건으로 복직이 허용됐지만, 김대중은 이를 거절했다. 이후 목포시의회 의원 3선을 지내고 의장도 지냈다. 17대 총선에서 전남 목포시에 출마하기 위해 의원직을 사퇴하고 열린우리당에 입당하고 출마했으나 낙선했다. 이후 교직에 복귀하고 다양한 교사 활동을 했으나 교육감 선거 출마를 위해 교사직을 그만두었다. 교육감 선거에서 현직 교육감인 장석웅을 꺾고 당선되었다.

## 역대 선거 결과
|  | 25.01% |

|  | 0% |

|  | 0% |

|  | 40.54% |

|  | 45.08% |

## 가족 관계
- 배우자: 천진희(1961년 ~, 학교 교사)
  - 딸: 슬하 3녀
- 손윗동서: 천정배(1954년 ~ , 변호사, 전 6선(15·16·17·18·19·20대) 국회의원, 전 법무부 장관)